# 粗距舌喙兰
粗距舌喙兰（学名：Hemipilia crassicalcarata）为兰科舌喙兰属下的一个种。

## 扩展阅读
- 維基物種上的相關：粗距舌喙兰